# Трушников, Александр Христофорович
Александр Христофорович Трушников (род. 15 ноября 1948, Тюмень, РСФСР, СССР) — советский и российский политический деятель, депутат Государственной Думы ФС РФ первого созыва (1993—1995)

## Биография
Получил высшее образование на физико-математическом факультете Тюменского государственного педагогического института, позже получил юридическое образование — окончил Тюменский государственный университет. До 1990 года работал в средней школе учителем физики, электриком, инженером в научно-исследовательском институте. Состоял в КПСС, занимался комсомольской работой на профессиональной основе. Работал директором технического училища, был редактором, старшим редактором, политическим обозревателем государственной телерадиовещательной компании «Регион-Тюмень». В 1990 году избран депутатом Тюменского областного совета народных депутатов, был председателем комиссии по средствам массовой информации и гласности, входил во фракцию «Демократическая Россия».
В 1993 году был избран депутатом Государственной думы Федерального Собрания Российской Федерации первого созыва от Тюменского одномандатного избирательного округа № 179. В Государственной думе был членом комитета по информационной политике и связи, входил в депутатскую группу «Стабильность».
В 2003 году выдвигался в Госдуму по спискам Объединенной российской партии «Русь». На момент выдвижения занимал пост заместителя исполнительного директора Российского общественного фонда содействия интеграции стран — членов СНГ «Единство».